# Distretti congressuali del Kansas

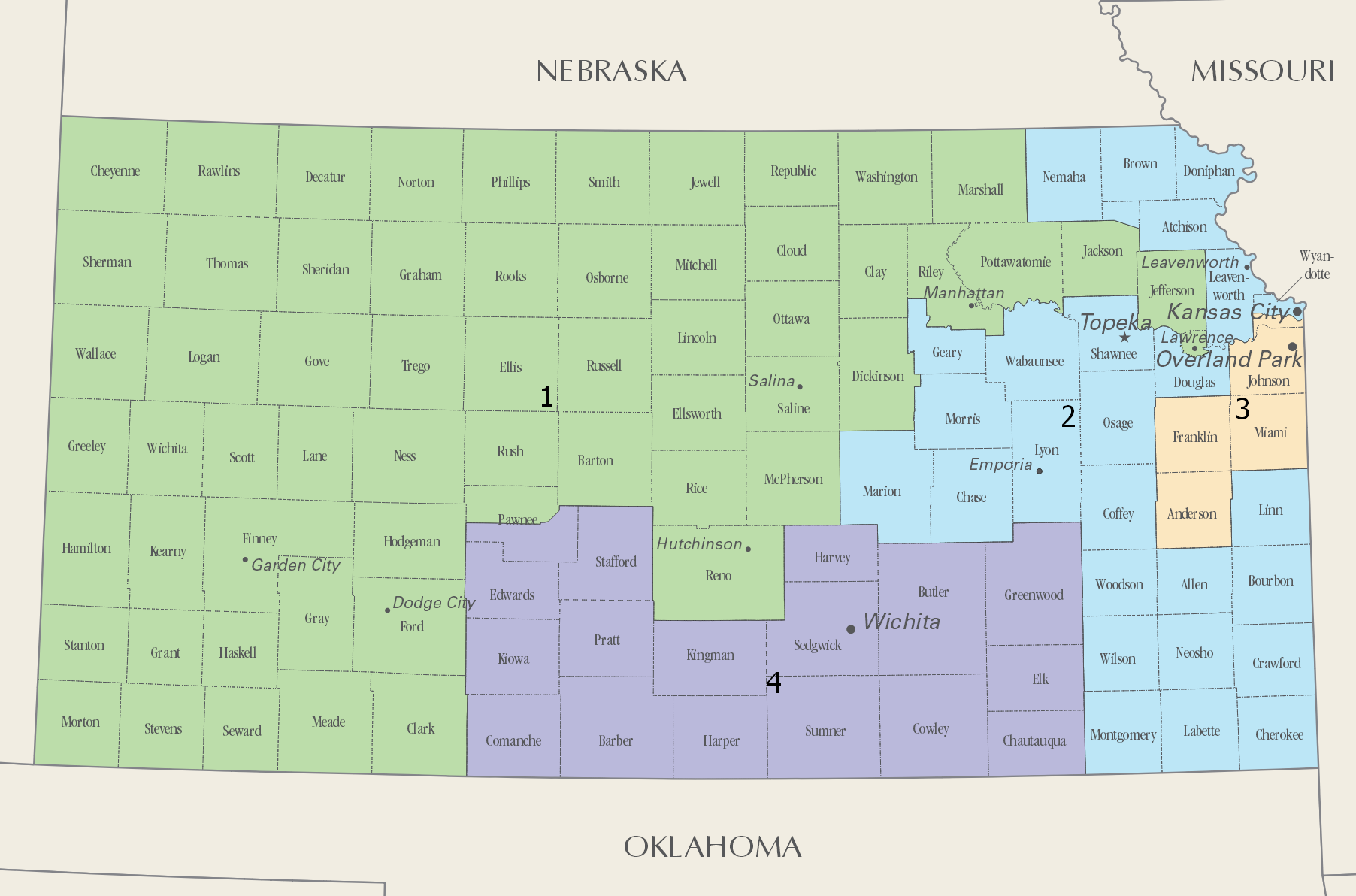
Distretti congressuali del Kansas

Lo stato del Kansas è diviso in 4 distretti congressuali, ognuno rappresentato da un rappresentante alla Camera dei rappresentanti degli Stati Uniti.
I distretti sono attualmente rappresentati al 119º Congresso degli Stati Uniti d'America da 3 repubblicani e da 1 democratico.

## Distretti e rispettivi rappresentanti
| Distretto | Rappresentante | Partito      | CPVI | In carica dal  | Mappa del distretto |
| --------- | -------------- | ------------ | ---- | -------------- | ------------------- |
| 1°        | Tracey Mann    | Repubblicano | R+16 | 3 gennaio 2021 |                     |
| 2°        | Derek Schmidt  | Repubblicano | R+10 | 3 gennaio 2025 |                     |
| 3°        | Sharice Davids | Democratico  | D+2  | 3 gennaio 2019 |                     |
| 4°        | Ron Estes      | Repubblicano | R+12 | 25 aprile 2017 |                     |

## Cronologia delle configurazioni
Le tabelle riportano le mappe dei confini dei distretti congressuali dello stato del Kansas, presentati in maniera cronologica. Vengono mostrati tutti i cicli di modifica periodica dei distretti dal 1973 ad oggi.
| Anno      | Cartina dello stato |
| --------- | ------------------- |
| 1973–1982 |                     |
| 1983–1992 |                     |
| 1993–2002 |                     |
| 2003–2013 |                     |
| 2013–2023 |                     |
| Dal 2023  |                     |

## Distretti obsoleti
- Distretto congressuale at-large del Kansas
- Distretto congressuale at-large del Territorio del Kansas
- 5º Distretto congressuale del Kansas
- 6º Distretto congressuale del Kansas
- 7º Distretto congressuale del Kansas
- 8º Distretto congressuale del Kansas